# Peter Gahn
Peter Gahn (* 1970 in Münster) ist ein deutscher Komponist.

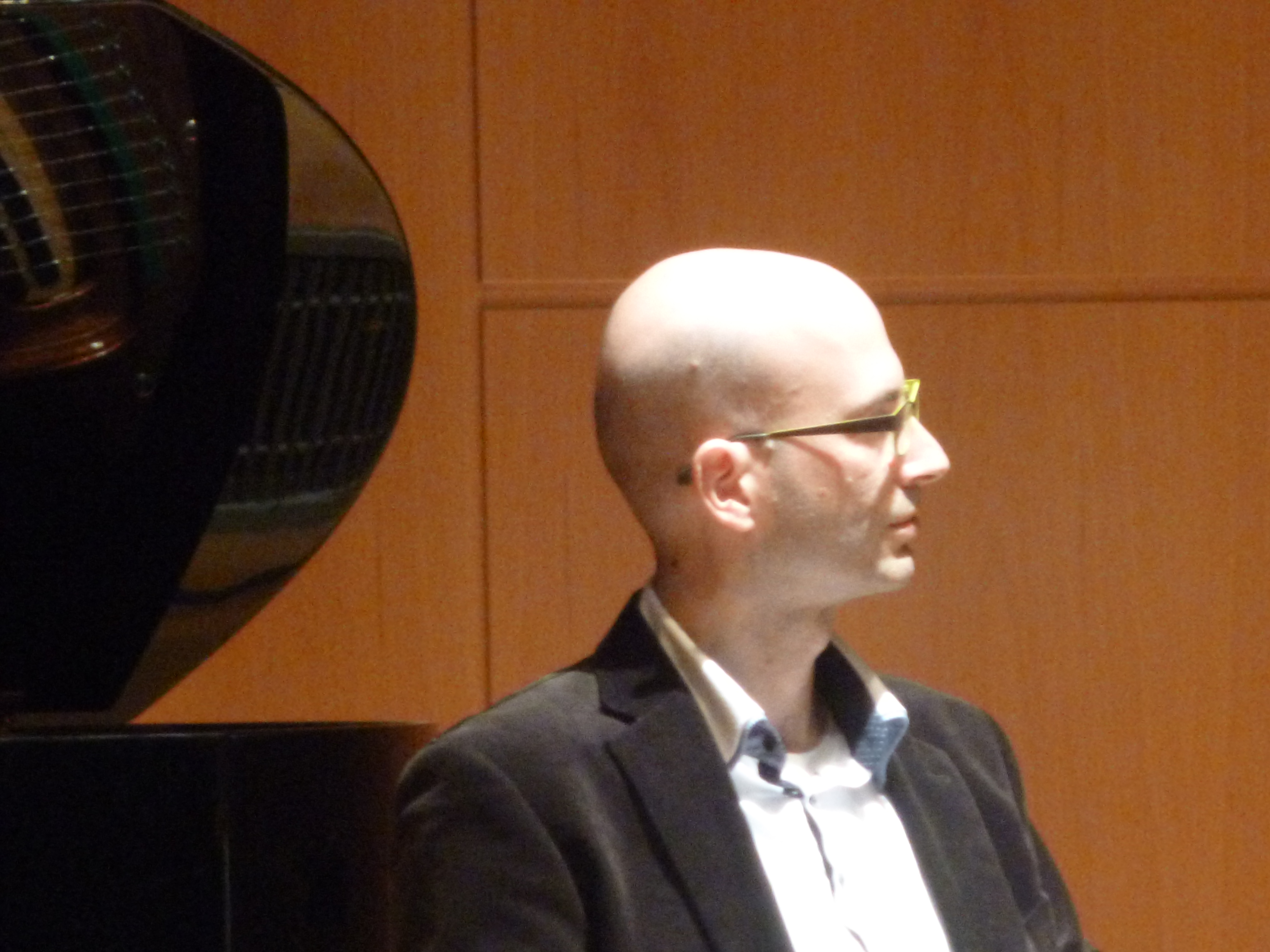
Peter Gahn im Museum Folkwang (2014)

## Leben
Peter Gahn wurde in Münster geboren und wuchs in Düsseldorf auf. Bereits im Alter von 16 Jahren nahm er an Kursen für Computermusik sowie später für Komposition an der Kölner Musikhochschule teil. Im Jahr 1991 folgte die Immatrikulation an der Folkwang Hochschule in Essen, wo er Komposition bei Nicolaus A. Huber und elektronische Komposition bei Ludger Brümmer studierte. Als Stipendiat des DAAD reiste Gahn 1997 nach Japan, wo er bis 2005 lebte und bis zum Jahr 2001 ein weiteres Kompositionsstudium bei Jō Kondō an der Tokyo National University of Fine Arts and Music absolvierte. Anschließend trat er an der Senzoku Musikhochschule Kawasaki sowie an der Tokyo National University of Fine Arts and Music eine Dozentenstelle für Computermusik/Komposition an, die er bis zum Jahr 2005 innehatte. Seit 2005 setzt Gahn seine kompositorischen Arbeiten in Deutschland fort. Seit 2015 ist er Professor für Komposition/Neue Medien/Sound Studies an der Hochschule für Musik Nürnberg.
Für sein musikalisches Schaffen wurde Gahn vielfach ausgezeichnet, unter anderem mit dem 26. Irino-Preis für Kammermusik im Jahr 2005 sowie mit dem 1. Platz des Stuttgarter Kompositionspreises im Jahre 2013. Zudem war Gahn unter anderem Stipendiat des ZKM in Karlsruhe sowie der Seoul Foundation for Art and Culture und des Goethe-Institutes Seoul. 2009 erhielt er ein Aufenthaltsstipendium für die Cité Internationale des Arts Paris.

## Kompositorisches Schaffen
Geprägt ist die Kompositionsweise Peter Gahns von den multiperspektivischen Kompositionen Bernd Alois Zimmermanns und Luigi Nonos, ebenso wie von der japanischen Gagakumusik, in welcher die gleiche musikalische Idee von verschiedenen Instrumenten jeweils etwas anders vorgetragen wird. Dieses Prinzip der Heterophonie findet sich in vielen von Gahns Werken als musikalische Struktur.
So kann beispielsweise die Komposition Meinten Sie: RED als Solostück für Klavier, wie auch als Trio oder Quintettversion aufgeführt werden. Die einzelnen Werke sind somit Bestandteile eines größeren Werkkomplexes. Durch das Zusammenführen von vornherein angelegten Optionen in Bereichen der Instrumentation, aber auch der Ausführung musikalischer Ideen, eröffnen sich verschiedene Perspektiven, welche von den Hörenden eingenommen werden können. Das Komponieren in Werkkomplexen kann als charakteristisch für Peter Gahns musikalisches Schaffen gesehen werden.

## Kompositionen

### Solowerke
- auch ohne Sprache für Gitarre (1992)
- mit geliehener Aussicht für Klavier (1997/8)
- engraved dreams für Koto (1999)
- mitsu na für Trompete (2000)
- atonoba I für Schlagzeug (2002/3)
- ink, colours and gold on paper II für Akkordeon (2005)
- ink, colours and gold on paper III für Schlagzeug (2005/6)
- Meinten Sie: RED – Soloversion für Klavier (2006)
- Meinten Sie: Red II – Soloversion für Klavier (2007)
- Bewegen Sie die Störung für Toy Piano (2008)
- Nachtsicht – Version für Live-Elektronik (2011)
- Mapo-daero (noon) I für Sopranino-Blockflöte (2012–14)
- vermischte Landschaft I für Harfe (2016)
- Salut II für Klarinette (2020)

### Kammermusik
- mit geliehener Aussicht – Umgebung 1 für Klavier, Klarinette, Violoncello, Schlagzeug (1997/8)
- reading unicorn skulls – the town (engraved dreams) für Klarinette, Violine, Schlagzeug, Koto, 4 Hyoshigi (japanische Klanghölzer) (1999)
- Ablicht mit Riten für 7 Tuben, Schlagzeug, Zuspielungen (2000)
- gifts of unknown things für Klarinette, Fagott, Violine, Violoncello, Klavier, Schlagzeug, 2-Kanal-Elektronik (2001)
- atonoba I+II für Flöte, Violoncello, Klavier, Schlagzeug (2002)
- ink, colours and gold on paper I für Flöte, Klarinette, Schlagzeug, Klavier, 2 Violinen, Violoncello (2004)
- ink, colours and gold on paper II & III, surroundings 1 & 2 für Akkordeon, Schlagzeug, Flöte, Violoncello, Live-Elektronik (2005-7)
- Meinten Sie: RED – Trioversion für Klarinette, Violoncello, Klavier (2006)
- Meinten Sie: RED – Quintettversion für Klavier, Klarinette, Violoncello, Trompete, Violine (2006)
- Meinten Sie: RED II – Ensembleversion für Klavier, Schlagzeug, Tuba, Klarinette, Flöte, Violoncello (2007)
- innere obere Ebene – Version für Stimme und Violoncello (2008/13)
- innere obere Ebene – Version für Klarinette und Violoncello (2008/13)
- Stokes Shift – Trioversion für 2 Theremine, Klavier (2009)
- Nachtsicht für Stimme, Live-Elektronik, Schlagzeug oder Klavier ad lib. (2010/11)
- Dtang – zu einer Performance und einem Text von Eunji Chi für Klarinette, Violoncello, Klavier, Sprecher (2012)
- Mapo-daero (noon) I-III für Sopranino-Blockflöte, Schlagzeug, Akkordeon (2012–14)
- Diagonalen in kubischen Räumen für Posaune, Schlagzeug (2013)
- Diagonalen in kubischen Räumen I-III für Posaune, Schlagzeug, Trompete, Violoncello, Klavier, Flöte, Klarinette, Violine, Viola (2015)
- in the third space für Flöte, Klarinette, Akkordeon, Klavier, Toypiano, Violine, Violoncello (2015/16)
- vermischte Landschaft I-IV für Harfe, Posaune, Schlagzeug, Violine, Violoncello, Flöte, Klarinette (2016)
- De-escalating Skies I+II für Streichsextett, Elektronik (2017)
- Standing in front of the fiction shelves für Flöte, Klarinette, Violoncello, Elektronik (2017)
- De-escalating Skies I+III für Altsaxophon und Live-Elektronik (2017)
- Salut I für Flöte, Klarinette, Akkordeon, Klavier, Schlagzeug, Violine, Violoncello (2019)
- In einem Atem vier für Flöte, Violoncello, Akkordeon, Klavier (2021)
- Vom Öffnen des Ortes I+II für Violine, Viola, Violoncello, Schlagzeug, Elektronik (2022)

### Ensemble- und Orchestermusik
- mit geliehener Aussicht – Umgebung 1+2 für Flöte, Klarinette, Trompete, Posaune, 2 Schlagzeuger, Klavier, Viola, Violoncello, Kontrabass (1997–2000)
- Tôgaku für Chor (SATB), Orchester (2 Fl., 2 Klar., 2 Ob., 2 Fg., 2 Hr., Perc., Str.: 8-6-5-4-2) (2002)
- Nachtsicht II für Orchester (Picc., 2 Fl., 2 Ob., Englhr., 2 Klar., Bklar., 2 Fg., Kfg., 4 Hr., 3 Trp., 3 Pos., Tb., Pk., 2 Schlgz., Str., Live-Elektronik ad lib.) und optionalen Sprecher (2011)

### Musiktheater
- gifts of unknown things für Klarinette (B), Fagott, Violine, Violoncello, Klavier, Schlagzeug, 2-Kanal-Elektronik (2001)
- offene Stege für Shamisen, Noh-Tänzer (2003)
- Gewölle für Tänzer, Violoncello, Stimme, Live-Elektronik, Seilchenspringer (2008)